# Банівка
Ба́нівка — село в Україні, у Приморській міській громаді Бердянського району Запорізької області. Населення становить 1144 осіб.
Село тимчасово окуповане російськими військами 24 лютого 2022 року.

## Географія
Село Банівка знаходиться на правому березі річки Обитічна, вище за течією на відстані 2,5 км розташоване село Борисівка, нижче за течією на відстані 0,5 км і на протилежному березі — місто Приморськ. Через село проходить автомобільна дорога М14 (E58)).

## Історія
До 1860 року на місці Банівки були аули Аргин (назва перекладається як «знаходиться далеко» — рахуючи від Криму) і Борайли (загіпсована, непридатна для обробітку земля).
У 1861 році сюди переселилися болгари, українці і молдавани, які назвали село Банівка на честь свого колишнього місця проживання — однойменної колонії біля річки Великий Катлабуг (нині — Одеська область).
1861 — офіційна дата заснування села.
12 червня 2020 року, відповідно до розпорядження Кабінету Міністрів України № 713-р «Про визначення адміністративних центрів та затвердження територій територіальних громад Запорізької області», увійшло до складу Приморської міської громади.
19 липня 2020 року, в результаті адміністративно-територіальної реформи та ліквідації  Приморського району увійшло до складу Бердянського району.

## Населення
Згідно з переписом УРСР 1989 року чисельність наявного населення села становила 1191 особа, з яких 572 чоловіки та 619 жінок.
За переписом населення України 2001 року в селі мешкало 1135 осіб.

### Мова
Розподіл населення за рідною мовою за даними перепису 2001 року:
| Мова       | Відсоток |
| ---------- | -------- |
| болгарська | 43,79 %  |
| російська  | 42,31 %  |
| українська | 13,55 %  |
| молдовська | 0,09 %   |
| інші       | 0,26 %   |

## Економіка
- «Банівка», сільськогосподарське ПП.

## Об'єкти соціальної сфери
- Школа.
- Будинок культури.